# Channa punctata
Channa punctata és una espècie de peix de la família dels cànnids i de l'ordre dels perciformes. És inofensiu per als humans i emprat com a esquer viu per a la pesca esportiva de cànnids més grossos.

## Morfologia
El cos, allargat i arrodonit, fa 31 cm de llargària màxima (encara que la seua mida normal és de 15) i la seua coloració varia des del negre fins al verd clar al dors i els flancs. De vegades, té taques negres al cos i a les aletes dorsal, anal i caudal, les quals són de color gris fosc (de vegades, amb la vora vermellosa), mentre que les pelvianes i les pectorals són taronja clar. Durant l'època de reproducció, el ventre dels mascles i de les femelles esdevé de color groc fosc fins a la línia lateral i amb molts petits melanòfors a la zona ventral dels mascles (taques negres en el cas de les femelles). Boca grossa i amb 3-6 dents canines a la mandíbula inferior. 4-5 escates entre l'òrbita ocular i l'angle del preopercle. 12-13 escates predorsals. Les aletes pelvianes fan més de la meitat de la longitud de les pectorals i s'estenen fins a l'aleta anal. Aletes pectorals sense franges verticals i amb 15-16 radis, els quals fan un 75% de la llargada de la susdita aleta. 28-37 radis a l'aleta anal i 28-32 (rarament 33) a la dorsal. Aleta caudal arrodonida. Hom creu que localitza el menjar per l'olor, ja que té òrgans olfactius ben desenvolupats als sacs nasals i el paladar, els quals s'estenen fins a l'esòfag.
La seua hipertròfia mitocondrial (present en el doble con de la retina dels ulls) podria ésser una adaptació per millorar la seua visió en aigües tèrboles. Pot viure indefinidament sense pujar a la superfície si l'aigua on viu està ben oxigenada (6 ml/L o més), però mor en el termini de 2-3 hores si el nivell d'oxigen arriba a 2,79 ml/L i no pot accedir a la superfície.

## Ecologia
És un peix d'aigua dolça i salabrosa, bentopelàgic, potamòdrom i de clima temperat (com ara, les poblacions del riu Kabul a l'Afganistan) i tropical (34°N-7°N; 22 °C-28 °C de temperatura i fins als 1.830 m d'altitud), el qual viu a Àsia: els estanys, pantans, aigües salobres, rases, arrossars, canals de reg i, en el cas dels adults, aigües estancades de rierols fangosos de l'Afganistan, Pakistan, l'Índia, Sri Lanka, el Nepal, Bangladesh, Birmània i Yunnan (la Xina), incloent-hi les conques dels rius Kabul, Indus, Ganges i Brahmaputra. Ha estat introduït a la badia Delagoa (el sud de Moçambic).
En estat silvestre, menja peixets, cucs i insectes, mentre que en captivitat, accepta gambetes i peix esmicolat. Els joves es nodreixen principalment de zooplàncton, rotífers, insectes i larves de crustacis, mentre que els adults consumeixen peixos, gastròpodes, insectes i vegetació aquàtica (aquesta darrera, probablement, ingerida en el procés de captura de les preses animals). El canibalisme hi és rar.
Assoleix la maduresa sexual al voltant d'un any de vida, és bastant prolífic (entre 2.300 i 29.600 ous per posta) i la reproducció té lloc durant tot l'any amb un període de màxima intensitat situat abans i durant els mesos del monsó. Construeix nius i els progenitors protegeixen els ous (d'un diàmetre lleugerament inferior a 0,5 mm i pelàgics) i les larves: la femella és responsable dels alevins, mentre que el mascle s'encarrega de custodiar el territori de la posta. En captivitat, els pares han d'estar ben alimentats perquè, altrament, podrien devorar llurs cries.